# Särkijärvi (Gällivare socken, Lappland, 741649-171438)
Särkijärvi är en sjö i Gällivare kommun i Lappland och ingår i Råneälvens huvudavrinningsområde.